# Гай Миланский
Гай (III век) — святой епископ Миланский. День памяти — 27 сентября.
Святой Гай (лат.:Gaius), или Кай (итал.:Caio) был епископом Милана в III веке. Известно, что он скончался 26 сентября и был похоронен на кладбище около Базилики Набориана (Basilica Naboriana), ныне разрушенной. Его святые мощи позднее были перенесены в расположенную неподалёку базилику Святого Амвросия.
Средневековые тексты, относящиеся к XI веку, согласно которым святой Гай присутствовал при мученичестве святых апостолов Петра и Павла, а также обратил ко Господу святых Виталия, Валерию и Гервасия и Протасия, считаются легендарными.